# شانس مييارس
شانس مييارس (بالإنجليزية: Chance Myers)‏ (7 ديسمبر 1987 بثاوزند أوكس في الولايات المتحدة - ) هو لاعب كرة قدم أمريكي في مركز الدفاع. شارك مع منتخب الولايات المتحدة تحت 18 سنة لكرة القدم ومنتخب الولايات المتحدة تحت 20 سنة لكرة القدم ومنتخب الولايات المتحدة تحت 23 سنة لكرة القدم. أما مع النوادي، فقد لعب مع سبورتينغ كانساس سيتي وVentura County Fusion ‏.

## وصلات خارجية
- شانس مييارس على موقع الدوري الأمريكي (الإنجليزية)
- شانس مييارس على موقع قاعدة بيانات كرة القدم.إي يو (الإنجليزية)
- شانس مييارس على موقع AS.com (الإسبانية)